# Ann-Louise Edstrand
Ann-Louise Carina Edstrand (* 25. April 1975 in Örnsköldsvik) ist eine ehemalige schwedische Eishockeynationalspielerin, die für die schwedische Frauen-Nationalmannschaft an drei Olympischen Eishockeyturnieren, neun Weltmeisterschaften und zwei Europameisterschaften teilgenommen hat.

## Karriere
Edstrand begann ihre Karriere bei MODO Hockey in ihrer Heimatstadt, ehe sie 1995 zum Nacka HK wechselte. Zwischen 1998 und 2000 war sie dann für den AIK Solna aktiv.
Zwischen 2000 und 2006 spielte sie für Mälarhöjden/Bredäng Hockey, anschließend noch für den Segeltorps IF. Dabei gewann sie insgesamt acht Mal die schwedische Meisterschaft; 1996 und 1998 mit dem Nacka HK; 2001, 2002, 2003, 2005 und 2006 mit Mälarhöjden/Bredäng sowie 2008 mit Segeltorps.
Bei den Olympischen Winterspielen 2002 in Salt Lake City gewann sie mit der schwedischen Frauen-Nationalmannschaft die Bronzemedaille und vier Jahre später bei den Olympischen Winterspielen in Turin die Silbermedaille. Zudem nahm Edstrand auch an den Olympischen Winterspielen in Nagano teil.
Insgesamt absolvierte Edstrand 201 Länderspiele für Schweden, in denen sie 27 Tore erzielte.

## Erfolge und Auszeichnungen

### Klub-Wettbewerbe
- 1996 Schwedischer Meister mit dem Nacka HK
- 1998 Schwedischer Meister mit dem Nacka HK
- 2001 Schwedischer Meister mit Mälarhöjden/Bredäng Hockey
- 2002 Schwedischer Meister mit Mälarhöjden/Bredäng Hockey
- 2003 Schwedischer Meister mit Mälarhöjden/Bredäng Hockey
- 2005 Schwedischer Meister mit Mälarhöjden/Bredäng Hockey
- 2006 Schwedischer Meister mit Mälarhöjden/Bredäng Hockey
- 2008 Schwedischer Meister mit dem Segeltorps IF
- 2009 2. Platz beim IIHF European Women Champions Cup mit dem Segeltorps IF

### International
- 1995 Goldmedaille bei der Europameisterschaft
- 1996 Goldmedaille bei der Europameisterschaft
- 2002 Bronzemedaille bei den Olympischen Winterspielen
- 2005 Bronzemedaille bei der Weltmeisterschaft
- 2006 Silbermedaille bei den Olympischen Winterspielen
- 2007 Bronzemedaille bei der Weltmeisterschaft

## Karrierestatistik

### International
(Legende zur Spielerstatistik: Sp oder GP = absolvierte Spiele; T oder G = erzielte Tore; V oder A = erzielte Assists; Pkt oder Pts = erzielte Scorerpunkte; SM oder PIM = erhaltene Strafminuten; +/− = Plus/Minus-Bilanz; PP = erzielte Überzahltore; SH = erzielte Unterzahltore; GW = erzielte Siegtore; 1 Play-downs/Relegation; Kursiv: Statistik nicht vollständig)